# Football Club Le Mont-sur-Lausanne
Maillots
Le FC Le Mont-sur-Lausanne est un club de football de la commune de Le Mont-sur-Lausanne en Suisse.

## Histoire
Le club est fondé en 1942.
L’aventure récente du FC Le Mont-sur-Lausanne a débuté en 1998, lorsque Serge Duperret en est devenu l'entraîneur. Homme de terrain, il a entrainé et amené le club de la 3e à la Challenge League classique avec son adjoint et ami Vincent Taillet.

## Joueurs et personnalités du club

### Présidents
| 1942-1944 | EHINGER    | Henri        |
| 1944-1946 | ISOZ       | André        |
| 1946-1947 | FORESTIER  | Charles      |
| 1947-1949 | VULLYAMOZ  | Henri        |
| 1947-1950 | GAMMA      | Ernest       |
| 1949-1951 | HENNARD    | Jean         |
| 1951-1955 | FAVRE      | Louis        |
| 1955-1958 | WICKY      | André        |
| 1958-1959 | BURKHALTER | Claude-Alain |
| 1959-1961 | CORBAZ     | Armand       |
| 1961-1966 | AMAUDRUZ   | Gaston       |
| 1966-1971 | GRAND      | Paul         |
| 1971-1975 | WUTHRICH   | Robert       |
| 1975-1980 | SCHALLER   | Michel       |
| 1980-1983 | KART       | Paul         |
| 1983-1989 | BRENDER    | André        |
| 1989-1991 | MILLIQUET  | Hugo         |
| 1991-1993 | BESSON     | Eric         |
| 1993-2001 | ROCHAT     | Patrick      |
| 2001-2019 | DUPERRET   | Serge        |
| 2019-2021 | TURIEL     | Antonio      |
| 2021-     | LAEDERMANN | Jean-Luc     |

### Joueurs emblématiques
- Vahid Kujovic
- Ange N'Silu
- Biselenge Yenga
- Karim Benslimane
- Yane Bugnard
- Rene Cadet
- Daniel Deves
- Stephen Guepie
- Isaac Philippe
- Olivier Weszeli
- Tihomir Ivanovski
- Mamadou Diawarra
- Azzedine Hatim
- Yves Adidiema Okeke
- Victor Diogo
- Mohamed Lamine Cisse
- Fodé Diao
- Thomas Häberli
- Thierry Ebe
- Renatus Boniface Njohole
- Morad Boutafenouchet
- Aissam Hamdaoui
- Toumy Trabelsi
- Youssef Wissam
- Burak Demircan
- Marc Roux
- Steve Maibach
- Loïc Blanc
- Kevin Jufer
- Luca Ruggiero
- Samuel Domingues Dias